# Vendinga
Vendinga (en rus: Вендинга) és un poble de la República de Komi, a Rússia, segons el cens del 2010 tenia 27 habitants.